# Gereformeerde kerk (Breskens)
De gereformeerde kerk is een voormalig kerkgebouw in de tot de Nederlandse gemeente Sluis behorende plaats Breskens, gelegen aan de Nieuwstraat.

## Geschiedenis
De gereformeerden beschikten in Breskens over een noodkerk die gevestigd was in een gebouwtje van de snoepfabriek Van Melle aan de Achterweg. Dit werd tijdens de bombardementen van 1944 zwaar beschadigd en daarna hersteld.
In 1953 werd een nieuw kerkgebouw betrokken, naar ontwerp van J. Kolff. Het betrof een gebouw op rechthoekige plattegrond onder hoog zadeldak. Op het dak bevond zich een dakruiter. Het kerkje werd in 2004 na de fusie tot Protestantse Kerk in Nederland afgestoten en omgebouwd tot woonhuis.